# Hana Bobková
Hana Bobková, provdaná Vláčilová (19. února 1929, Praha – 2017) byla česká sportovní gymnastka a olympijská medailistka. Na LOH 1952 v Helsinkách obsadila s družstvem žen bronzovou příčku.
Cvičit začala po 2. světové válce v Sokole Vyšehrad, odkud přešla do Sokola Pražského za svým vzorem Zdeňkou Honsovou. V roce 1952 přešla do Dukly Praha, kde se pod vedením trenéra A. Hochmana připravovala na olympijské hry v Helsinkách. Zde startovala ve třech disciplínách. Ve víceboji jednotlivkyň obsadila 31. místo. Ve společných prostných družstev pomohla k 5. místu a nejlepšího umístění se dočkala ve víceboji družstev, kde svým výkonem přispěla k bronzu. V roce 1952 se také stala mistryní Československa v přeskoku.
Po ukončení aktivní sportovní kariéry se věnovala trenérské práci a byla též svazovou funkcionářkou. Jako mezinárodní rozhodčí se zúčastnila olympiády v Římě 1960, Mexiku 1968, Mnichově 1972 a Moskvě 1980. Ještě v 90. letech 20. století předávala své zkušenosti mladým adeptkám gymnastiky v Sokole Praha-Košíře.